# 加拿大保守党 (1867年-1942年)
加拿大保守党（1867年–1942年）是自1867年至1942年存在于加拿大联邦政坛上的一个持古典保守主义的政党，其于1942年重组为加拿大进步保守党。